# Stereo Mike
Михалис Эксархос, известный так же как Stereo Mike (греч. Μιχάλης Έξαρχος ; род. в 1978 году, Пирей, Греция) — греческий хип-хоп исполнитель. Он первый победитель MTV EMA Award в категории «Best Greek Act». Stereo Mike и Лукас Йоркас представили Грецию на Евровидении 2011.

## Биография
Михалис Эксархос родился в Пиреe, Греция. В возрасте 18 лет музыкальный интерес привёл его в Лондон для получения высшего образования в университетах Лидский университет Беккета и Вестминстерский университет. В ближайшие четыре года ему удалось получить два высших образования, бакалавра музыки, технологии и мастер по производству звука. В ходе своего исследования, Exarhos работал звукорежиссёром на Vault Recording Studios в Hackney, London с такими британскими хип-хоп артистами, как Klashnekoff, Bury Crew, Skinnyman, Taskforce, Iceberg Slim, Mike GLC and JMC.
Эксархос также работал продюсером в AMG Records, которая подписывала с ним его первый контракт как «Stereo Mike» с дочерней компанией AMG — Mo' Money Recording$. В течение двух лет он написал и подготовил свой дебютный альбом, обучаясь в аспирантуре и читая лекции в Лондонском Вестминстерском университете на курсе музыкального продюсирования. Он выпустил свой дебютный альбом в Греции под названием Satirical Nomads с Mo' Money Recording$ под лейблом Universal Music Greece. В число синглов альбома включены гимн по борьбе с расизмом «O Allos Babis» и ремикс «I Polis».
Stereo Mike номинировался на Mad Video Music Awards в 2005 году как «Best Hip-Hop Video Clip» и в 2008 как «Best Hip-Hop Video Clip» и как «Video Clip Of The Year».
Stereo Mike впоследствии подписал контракт с Minos EMI для своего второго альбома — XLI3H, на греческом звучащий как «Εξέλιξη». Он одновременно делает научно-исследовательскую работу в кандидатской по музыкальному образованию.
Stereo Mike является первым победителем  MTV EMA премии в категории «Best Greek Act», которая вступила в силу с MTV в 2008 году при региональном запуске в Греции. Он также был номинирован от Греции в категории Популярный артист Европы за 2008 год. Stereo Mike представил в дуэте с Лукасам Йоркасам Грецию на Евровидении 2011 в Германии.

## Дискография

### Альбомы
- 2004: Satirical Nomads
- 2007: XLI3H

### Синглы
Satirical Nomads:
- 2004: «O Allos Babis»
- 2004: «I Polis»

2005 Mad Video Music Awards:
- 2005: «Pump It/Misirlou», feat Eleni Tsaligopoulou Shaya & Lagnis NTP.

XLI3H:
- 2007: «Fevgo», feat Haris Alexiou
- 2007: «Des Kathara (Face à la mer)», feat Andriana Babali
- 2008: «Anagnorisi»
- 2008: «Alli Mia Nihta», feat Shaya
- 2009: «Peraia Mou»

2008 Mad Video Music Awards:
- 2008: «S’opoion Aresei (Dansonra)», feat Tamta
- 2008: «Piase Me», feat Eleni Tsaligopoulou
- 2009: «Peraia Mou»